# سیمون سنت کوئنتین
سیمون سنت کوئنتین (انگلیسی: Simon of Saint-Quentin; ۱ ژانویهٔ ۱۳۰۰ – ۱ ژانویهٔ ۱۳۰۰) گردشگر، دیپلمات، و برادر روحانی فرقه دومینیکن اهل فرانسه بود. راهب و دیپلماتی بود که آسکلین لمباردی را به عنوان نماینده و فرستاده پاپ اینوسنت چهارم در سال ۱۲۴۵ در برای امپراتوری مغول، همراهی کرد.